# 제13회 일본 참의원 의원 통상선거
제13회 일본 참의원의원 통상선거는 1983년 6월 26일에 시행된 일본 참의원의원의 선거이다. 이 선거에서 처음으로 비례대표제가 도입되었다.

## 선거 정보

### 투표일
- 1983년 6월 26일

### 선거권자
- 선거권자 83,682,416명

## 선거 결과

### 투표자수
- 전국구 47,696,332명
- 지역구 47,700,359명

### 투표율
- 전국구 - 57.00%

- 남성 : 56.88%
- 여성 : 57.10%

- 지역구 - 57.00%

- 남성 : 56.89%
- 여성 : 57.11%

### 정당별 획득 의석
| 정당               | 지역구 | 전국구 | 당선자 합계 | 의석수 |
| ------------------ | ------ | ------ | ----------- | ------ |
| 자유민주당         | 49     | 19     | 68          | 137    |
| 일본사회당         | 13     | 9      | 22          | 44     |
| 공명당             | 6      | 8      | 14          | 27     |
| 일본공산당         | 2      | 5      | 7           | 14     |
| 민주사회당         | 2      | 4      | 6           | 11     |
| 샐러리맨신당       | 0      | 2      | 2           | 2      |
| 신자유클럽민주연합 | 1      | 1      | 2           | 3      |
| 복지당             | 0      | 1      | 1           | 1      |
| 제2원클럽          | 0      | 1      | 1           | 1      |
| 기타정당           | 2      | 0      | 2           | 2      |
| 무소속             | 1      | 0      | 1           | 10     |
| 합계               | 76     | 50     | 126         | 252    |

### 전국구 득표 결과
| 정당               | 득표수     | 득표율 | 당선인 |
| ------------------ | ---------- | ------ | ------ |
| 자유민주당         | 16,441,437 | 35.3%  | 19     |
| 일본사회당         | 7,590,331  | 16.3%  | 9      |
| 공명당             | 7,314,465  | 15.7%  | 8      |
| 일본공산당         | 4,163,877  | 8.9%   | 3      |
| 민주사회당         | 3,888,429  | 8.4%   | 3      |
| 샐러리맨신당       | 1,999,244  | 4.3%   |        |
| 복지당             | 1,577,630  | 3.4%   |        |
| 신자유클럽민주연합 | 1,239,169  | 2.7%   |        |
| 제2원클럽          | 1,142,349  | 2.5%   |        |
| 기타               | 1,179,997  | 2.5%   |        |
| 총합               | 46,536,928 |        | 50     |

### 주요 정당
| - 자유민주당 - 137석 | 총재 나카소네 야스히로 | 간사장 니카이도 스스무 |

| - 일본사회당 - 44석 | 중앙집행위원장 아스카타 이치오 | 서기장 다나베 마코토 |

| - 공명당 - 27석 | 중앙집행위원장 다케이리 요시가쓰 |

| - 일본공산당 - 14석 | 의장 미야모토 겐지 | 간부회위원장 후와 데쓰조 | 서기국장 가네코 미쓰히로 |

| - 민사당 - 12석 | 중앙집행위원장 사사키 료사쿠 | 서기장 쓰카모토 사부로 |

## 선거 이후
- 일본사회당에서는 패배의 책임을 지고 아스카타 이치오 위원장이 사의를 표명했다. 이후 이시바시 마사시가 무투표 당선되어, 9월 7일에 당대회를 통해 정식 승인 후 위원장으로 취임했다.